# روحانا ويجاييرا
روحانا ويجاييرا (14 يوليو 1943 - 13 نوفمبر 1989) (بالسنهالية: றோகண விஜயவீர)‏ هو سياسي ماركسي ومتمرد وزعيم سريلانكيّ، مؤسس جبهة التحرير الشعبية (Janatha Vimukthi Peramuna).
في سبتمبر 1960 ذهب إلى الاتحاد السوفيتي والتحق بالجامعة الروسية لصداقة الشعوب لدراسة الطب.

## روابط خارجية
- Janatha Vimukthi Peramuna (JVP)
- Perera، Ravi (24 نوفمبر 2008). "Wijeweera – Did he find the enemy?". Daily News. مؤرشف من الأصل في 2010-02-11.
- "Ill Maha Maruwo". lankanewspapers. 12 يناير 2007. مؤرشف من الأصل في 2018-03-10.

### وسائل الإعلام الإخبارية (السنهالية)
- Lankadeepa (Diyatha) 1
- Lankadeepa (Diyatha) 2
- Rohana Wijeweera 1
- Rohana Wijeweera 2
- Rohana Wijeweera 3
- Rohana Wijeweera 4
- Rohana Wijeweera 5